# Vision Quest
Vision Quest (conocido como Loco por ti en Argentina y España, y Buscando un ideal en el resto de Hispanoamérica) es una película dramática de 1985 protagonizada por Matthew Modine, Linda Fiorentino y Ronny Cox. Se basa en la novela de Terry Davis, Vision Quest. En algunos países la película se estrenó como Crazy for You, por la canción del mismo título que Madonna aportó para la banda sonora. La película se rodó en Spokane (Washington) en 1983. Incluye una aparición de Madonna, su primera película, interpretando a una cantante en un bar local, donde se presentan sus canciones «Crazy for You» y «Gambler».

## Trama
Louden Swain (Matthew Modine) es un joven que practica lucha libre olímpica en la escuela secundaria y acaba de cumplir 18 años. Preocupado por la falta de motivación en su vida, se embarca en una búsqueda de visión. Por ello se fija la meta de perder peso para bajar dos categorías y enfrentar a su oponente más duro, Brian Shute (Frank Jasper), un competitivo estudiante de una escuela rival, tres veces campeón estatal, que jamás ha sido derrotado por alguien. En su afán de reducir su peso de 190 a 160 libras (86 a 73 kg), Louden termina yendo contra los deseos de su entrenador y sus compañeros de equipo, por lo que afecta su entrenamiento y se crea problemas de salud.
Mientras ello ocurre, su padre (Ronny Cox) da alojamiento a Carla (Linda Fiorentino), una mujer veinteañera de Trenton, Nueva Jersey, que se encuentra en ruta hacia San Francisco (California). A pesar de la diferencia de edad entre ambos, Louden se enamora de Carla. Por ello salen juntos a bailar y a cenar, y el joven luchador comienza a perder de vista sus objetivos deportivos. Y para empeorar las cosas, su drástica pérdida de peso afecta significativamente su salud, produciéndole hemorragias nasales frecuentes que hasta lo fuerzan a retirarse de un combate en el cual estaba ganando.
Louden y Carla finalmente admiten su amor del uno hacia el otro, pero también reconocen que la nueva relación sentimental le quita el propósito que el joven luchador se había fijado. En consecuencia ella decide irse y seguir su camino a San Francisco (California), pero no sin antes ver el gran combate de Louden, en el cual vence a Shute con mucho esfuerzo en los últimos segundos de la pelea en el gimnasio del colegio. Mientras Louden celebra su victoria, Carla abandona la ciudad y se alejan para siempre.

## Reparto
| Actor               | Personaje        |
| ------------------- | ---------------- |
| Matthew Modine      | Louden Swain     |
| Linda Fiorentino    | Carla            |
| Michael Schoeffling | Kuch             |
| Ronny Cox           | Larry Swain      |
| Harold Sylvester    | Gene Tanneran    |
| Daphne Zuniga       | Margie Epstein   |
| Frank Jasper        | Brian Shute      |
| Charles Hallahan    | entrenador       |
| JC Quinn            | Elmo             |
| RH Thomson          | Kevin            |
| Gary Kasper         | Otto laft        |
| Rafael Sbarge       | Schmoozler       |
| Forest Whitaker     | Balldozer        |
| Roberts Flor        | abuelo           |
| James Gammon        | padre de Kuch    |
| Madonna             | cantante de club |

Fuente: Internet Movie Database.

## Producción
La película se rodó en Spokane Rogers High School. El edificio de la escuela ha pasado por reformas importantes desde el rodaje, con la única característica que sigue siendo reconocible en la entrada de la escuela. Escenas interiores fueron filmadas en la cafetería escolar Ferris de alta en el sur de Spokane Hill. Algunas de las escenas de vestuario fueron filmadas en el Shadle Park High School. La escena de Madonna fue filmada en la taberna de Pie Grande en la División Norte en Spokane (Washington). Otras escenas fueron rodadas en el restaurante del centro de cebolla y el gimnasio North Central High School. El gimnasio es muy similar hoy en día como en la película.

## Recepción
La película tuvo un éxito moderado en los cines de los Estados Unidos en 1985, pues ganó un total de US$13 000 000 (equivalente a $36 827 970 en 2023). Ha recibido una calificación de 58% en Rotten Tomatoes y se ha convertido en algo así como una clásica película de culto entre los practicantes de lucha libre de secundaria y preparatoria, por sus escenas de competición y por la rutina de dieta y ejercicios que sigue el protagonista.

## Diferencias en el libro
- Louden lucha en 147, no 168.
- La escuela Thompson High, que fue usada en la película, parece relacionarse más hacia la escuela ubicada en el norte de Spokane (Washington), North Central High, que estaba basada en realidad en la escuela Shadle Park High, donde el autor Terry Davis se graduó.
- En el libro, Carla vivía con Lauden, pero en la película, ella vivía en Spokane.
- Gary Shute era el nombre real del personaje en el libro con quien Louden iba a luchar (el libro termina cuando su partido inicia). Él era también de la escuela Evergreen High, en lugar de Hoover High (que aparece en la película que se basa en la escuela Mead High).
- En el libro, Otto Laft tuvo un papael mucho más grande que en la película.
- Elmo, el cocinero que trabaja con Louden, era en realidad un exboxeador negro, y Gene Tanneran, profesor de Inglés de Louden, era blanco y salía con una animadora. En la película, Tanneran es un jugador negro de baloncesto, y Elmo es de color blanco.
- En el libro, el misterioso invitado hospedado en el hotel de Lauden, es gay y hace muchos pases de él. En la película, él también es gay, pero también practica taichí chuan. Él solo realiza un pase con él alrededor de la película, mientras él le muestra algunos movimientos.

## Música
La música de la película fue publicada por Geffen Records el 12 de febrero de 1985, que cambió su nombre a Crazy for You, en algunos países como Australia y el Reino Unido debido a la nueva popularidad de la cantante de pop Madonna y su canción «Crazy for You».
| N.º | Título                    | Escritor(es)                           | Artista original  | Duración |  |
| 1.  | «Only the Young»          | Jonathan Cain, Steve Perry, Neal Schon | Journey           | 4:01     |  |
| 2.  | «Change»                  | Holly Knight                           | John Waite        | 3:14     |  |
| 3.  | «Shout to the Top!»       | Paul Weller                            | The Style Council | 4:18     |  |
| 4.  | «Gambler»                 | Madonna                                | Madonna           | 3:54     |  |
| 5.  | «She's On the Zoom»       | Don Henley, Danny Kortchmar            | Don Henley        | 3:18     |  |
| 6.  | «Hungry for Heaven»       | Jimmy Bain, Ronnie James Dio           | Dio               | 4:12     |  |
| 7.  | «Lunatic Fringe»          | Tom Cochrane                           | Red Rider         | 4:20     |  |
| 8.  | «I'll Fall in Love Again» | Sammy Hagar                            | Sammy Hagar       | 4:11     |  |
| 9.  | «Hot Blooded»             | Lou Gramm, Mick Jones                  | Foreigner         | 4:24     |  |
| 10. | «Crazy for You»           | John Bettis, Jon Lind, Mike Stoller    | Madonna           | 4:08     |  |

## Versiones
Se realizó una versión en la que el actor Taylor Lautner tomó el papel de Louden Swain.